# 2-я механизированная бригада
2-я механизированная Днестровская бригада — механизированная  бригада Красной армии в годы Великой Отечественной войны.
Сокращённое наименование — 2 мбр.

## Формирование и организация
Начала формироваться на основании Директивы НКО № 724218 от 31.03.1942 г. Сформирована в апреле 1942 г. и вошла в состав 2-го танкового корпуса, который был сформирован весной 1942 г. в Горьком
В декабре 1942 г. в состав бригады включили 252-й танковый полк и переименовали во 2-ю механизированную.
Приказом НКО № 0306 от 12.09.1944 г. и Директивой ГШКА № орг/3/36778 от 10.10.1944 г. 2-я механизированная бригада преобразована в 30-ю гв. механизированную бригаду.

## Боевой и численный состав
Состав бригады (штаты № 010/370 — 010/380):
Управление бригады (штат № 010/370)
- 448-й мотострелковый батальон (штат № 010/371)
- 449-й мотострелковый батальон (штат № 010/371)
- 450-й мотострелковый батальон (штат № 010/371)
- 458-й миномётный батальон (штат № 010/372)
- 462-й артиллерийский дивизион (штат № 010/373)
- 466-й зенитный артиллерийский дивизион (штат № 010/374)
- Рота ПТР (штат № 010/375)
- Рота автоматчиков (штат № 010/376)
- Разведывательная рота (штат № 010/377)
- Рота управления (штат № 010/378)
- Рота техобеспечения (штат № 010/379)
- Медико-санитарный взвод (штат № 010/380)
- 252-й танковый полк

В 1943 г. бригада переведена на штаты № 010/420 — 010/431, 010/451, 010/465:
- Управление бригады (штат № 010/420)
- 1-й мотострелковый батальон (штат № 010/421)
- 2-й мотострелковый батальон (штат № 010/421)
- 3-й мотострелковый батальон (штат № 010/421)
- Миномётный батальон (штат № 010/422)
- Артиллерийский дивизион (штат № 010/423)
- Рота ПТР (штат № 010/424)
- Рота автоматчиков (штат № 010/425)
- Разведывательная рота (штат № 010/426)
- Рота управления (штат № 010/427)
- Рота техобеспечения (штат № 010/428)
- Инженерно-минная рота (штат № 010/429)
- Автомобильная рота (штат № 010/430)
- Медико-санитарный взвод (штат № 010/431)
- Зенитно-пулеметная рота (штат № 010/451)
- 252-й танковый полк (штат № 010/465)

## Подчинение
Периоды вхождения в состав Действующей армии:
- с 02.05.1942 по 31.10.1942 года — как 2-я мотострелковая бригада.

- с 26.05.1943 по 20.10.1943 года.

- с 06.01.1944 по 12.09.1944 года.

| Дата            | Фронт (округ)             | Армия              | Корпус                      | Дивизия | Бригада | Примечания |
| --------------- | ------------------------- | ------------------ | --------------------------- | ------- | ------- | ---------- |
| 01.05.1942 года | РВГК                      |                    | 2-й танковый корпус         |         |         |            |
| 01.06.1942 года | Брянский фронт            |                    | 2-й танковый корпус         |         |         |            |
| 01.07.1942 года | Брянский фронт            | 5-я танковая армия | 2-й танковый корпус         |         |         |            |
| 01.08.1942 года | Брянский фронт            |                    | 2-й танковый корпус         |         |         |            |
| 01.09.1942 года | Юго-Восточный фронт       | 62-я армия         | 2-й танковый корпус         |         |         |            |
| 01.10.1942 года | Сталинградский фронт      |                    |                             |         |         |            |
| 01.11.1942 года | Приволжский военный округ |                    |                             |         |         |            |
| 01.12.1942 года | Приволжский военный округ |                    | 2-й танковый корпус         |         |         |            |
| 01.01.1943 года | Приволжский военный округ |                    |                             |         |         |            |
| 01.02.1943 года | Приволжский военный округ |                    |                             |         |         |            |
| 01.03.1943 года | Приволжский военный округ |                    |                             |         |         |            |
| 01.04.1943 года | Приволжский военный округ |                    |                             |         |         |            |
| 01.05.1943 года | Степной военный округ     |                    | 5-й механизированный корпус |         |         |            |
| 01.06.1943 года | РВГК                      |                    | 5-й механизированный корпус |         |         |            |
| 01.07.1943 года | РВГК                      |                    | 5-й механизированный корпус |         |         |            |
| 01.08.1943 года | Западный фронт            |                    | 5-й механизированный корпус |         |         |            |
| 01.09.1943 года | Западный фронт            | 33-я армия         | 5-й механизированный корпус |         |         |            |
| 01.10.1943 года | Западный фронт            |                    | 5-й механизированный корпус |         |         |            |
| 01.11.1943 года | РВГК                      |                    | 5-й механизированный корпус |         |         |            |
| 01.12.1943 года | РВГК                      |                    | 5-й механизированный корпус |         |         |            |
| 01.01.1944 года | Московский военный округ  |                    | 5-й механизированный корпус |         |         |            |
| 01.02.1944 года | 1-й Украинский фронт      | 6-я танковая армия | 5-й механизированный корпус |         |         |            |
| 01.03.1944 года | 2-й Украинский фронт      | 6-я танковая армия | 5-й механизированный корпус |         |         |            |
| 01.04.1944 года | 2-й Украинский фронт      | 6-я танковая армия | 5-й механизированный корпус |         |         |            |
| 01.05.1944 года | 2-й Украинский фронт      | 6-я танковая армия | 5-й механизированный корпус |         |         |            |
| 01.06.1944 года | 2-й Украинский фронт      | 6-я танковая армия | 5-й механизированный корпус |         |         |            |
| 01.07.1944 года | 2-й Украинский фронт      | 6-я танковая армия | 5-й механизированный корпус |         |         |            |
| 01.08.1944 года | 2-й Украинский фронт      | 6-я танковая армия | 5-й механизированный корпус |         |         |            |
| 01.09.1944 года | 2-й Украинский фронт      | 6-я танковая армия | 5-й механизированный корпус |         |         |            |

## Командиры

### Командиры бригады
- Марков Максим Карпович, майор, с 19.05.1942 подполковник (12.07.1942 погиб в бою), 01.04.1942 — 12.07.1942 года[1]
- Осипов Владимир Петрович, подполковник, 00.08.1942 — 00.06.1943 года.[2]
- Стуков Илья Александрович, полковник (в декабре 1943 убыл на учёбу), 23.06.1943 — 15.12.1943 года.[3]
- Миронов Сергей Дмитриевич, ид, полковник, 00.01.1944 — 22.08.1944 года
- Миронов Сергей Дмитриевич, полковник (направлен на учёбу)22.08.1944 — 00.09.1944 года.[4]
- Шутов Михаил Васильевич, полковник.00.09.1944 — 12.09.1944 года.[5]

### Начальники штаба бригады
- Писаревский, подполковник, 01.04.1942 — 07.05.1943 года[6]
- Мартьянов Николай Степанович, майор (убит), на 02.1943 года.[7]
- Писаревский, подполковник, с 07.05.1943 — 05.1944 года.
- Соболев Никандр Степанович, подполковник, на март-апрель 1944 года[8]
- Бреднев, подполковник, 00.05.1944 — 00.10.1944 года.[9]

### Заместитель командира бригады по строевой части
- Раевский Фёдор Николаевич, полковник (стажировался), 00.05.1942 — 00.06.1942 года.
- Смальков Василий Прокопьевич, майор на 08.1943 года.[10]

## Боевой путь

### 1942
В июне — июле 1942 г. бригада участвовала в боях на Брянском фронте (контрудар 5-й ТА) за н/п Большая Верейка, Ломово, Тербуны и понесла большие потери. В начале августа 1942 г. выведена в резерв фронта, для переформировки и пополнения. В конце августа 1942 г. в составе 2-го ТК переброшена под Сталинград. Вела бои по линии разъезд Конный — свх. Опытное поле — п. Орловка — п. СТЗ — Рынок.
В результате боев 4 октября 1942 г. в связи с обходом противника на участке 282-го стрелкового полка 115-я стрелковая бригада и 2-я мотострелковая бригада оказались в окружении в районе северо-западнее и юго-восточнее Орловки. К 8.00 8 октября 1942 г. остатки этой группы в количестве 220 человек вышли из окружения. Единственный проходивший по открытой местности участок обороны 62-й армии был потерян. Линия фронта теперь полностью пролегала по улицам города.
К 22.11.1942 г. в бригаде не осталось никого. Остатки 2-го ТК в составе 36 чел. (офицеров управления) были выведены в тыл.

## Отличившиеся воины
| Награда | Ф. И.О                       | Должность | Звание            | Дата награждения      | Примечания                       |
| ------- | ---------------------------- | --- | ----------------- | --------------------- | -------------------------------- |
|         | Быстров, Павел Дмитриевич    | врио командира 252-го отдельного танкового полка, 2-й механизированной бригады                                     | гвардии майор     | 24 марта 1945 года    | Погиб в бою 25 августа 1944 года |
|         | Гранкин, Павел Николаевич    | командир пулемётного расчёта мотострелкового батальона, 2-й механизированной бригады                               | красноармеец      | 13 сентября 1944 года |                                  |
|         | Дениченко, Исай Петрович     | командир отделения 2-й стрелковой роты 3-го мотострелкового батальона, 2-й механизированной бригады                | красноармеец      | 13 сентября 1944 года |                                  |
|         | Дубина, Пётр Прокофьевич     | номер расчёта станкового пулемёта 1-й стрелковой роты 3-го мотострелкового батальона, 2-й механизированной бригады | красноармеец      | 13 сентября 1944 года |                                  |
|         | Елизаров, Виктор Васильевич  | стрелок 2-й механизированной бригады                                                                               | красноармеец      | 13 сентября 1944 года |                                  |
|         | Завалин, Виктор Васильевич   | командир отделения 3-го мотострелкового батальона, 2-й механизированной бригады                                    | младший сержант   | 13 сентября 1944 года |                                  |
|         | Колосов, Виктор Иванович     | командир танка 252-го отдельного танкового полка, 2-й механизированной бригады                                     | гвардии лейтенант | 13 сентября 1944 года | Погиб в бою 20 августа 1944 года |
|         | Кузнецов, Виктор Павлович    | механик-водитель танка 252-го отдельного танкового полка 2-й механизированной бригады                              | младший сержант   | 24 марта 1945 года    |                                  |
|         | Матвеев, Николай Пантелеевич | командир 3-го мотострелкового батальона 2-й механизированной бригады                                               | старший лейтенант | 13 сентября 1944 года |                                  |
|         | Нетёсов, Василий Ульянович   | командир роты мотострелкового батальона 2-й механизированной бригады                                               | лейтенант         | 13 сентября 1944 года |                                  |
|         | Торнев, Иван Петрович        | командир отделения 2-го мотострелкового батальона 2-й механизированной бригады                                     | старшина          | 13 сентября 1944 года | Погиб в бою 27 января 1945 года  |
|         | Шалимов, Николай Дмитриевич  | командир отделения 3-й мотострелковой роты 3-го мотострелкового батальона 2-й механизированной бригады             | сержант           | 13 сентября 1944 года |                                  |

## Награды и наименования
| Награда, наименование               | Документ о награждении                                                       | За что получена                                                             |
| ----------------------------------- | ---------------------------------------------------------------------------- | --------------------------------------------------------------------------- |
| Почётное наименование«Днестровская» | Присвоено Приказом Верховного главнокомандующего № 081 от 8 апреля 1944 года | За успешные боевые действия на р. Днестр и выход на государственную границу |